# Châu Tinh Trì
Châu Tinh Trì (giản thể: 周星驰; phồn thể: 周星馳; bính âm: Zhōuxīngchí; Việt bính: Zau1 Sing1ci4, tiếng Anh: Stephen Chow, sinh ngày 22 tháng 6 năm 1962) là một nam nhà làm phim, cựu diễn viên kiêm nghệ sĩ hài người Hồng Kông. Được mệnh danh là "vua hài châu Á", ông được đánh giá là một trong những diễn viên hài vĩ đại nhất mọi thời đại của điện ảnh Hồng Kông.
Ngoài sự nghiệp diễn xuất, ông còn được biết đến với vai trò là đạo diễn. Hai tác phẩm Đội bóng Thiếu Lâm và Tuyệt đỉnh Kungfu của ông đều được giới chuyên môn và khán giả đánh giá cao và giành được vô số giải thưởng cao quý, trong đó có Phim hay nhất và Đạo diễn xuất sắc nhất cho cá nhân ông tại giải thưởng điện ảnh Hồng Kông.
Ông còn là cố vấn chính trị của Hội nghị Hiệp thương Chính trị Nhân dân Trung Quốc.

## Sự nghiệp
Khi còn nhỏ, Châu Tinh Trì rất thích Kung fu nhưng phải học võ qua truyền hình vì cha mẹ ông không đủ tiền cho con theo học các lớp chính quy. Sau đó thì ông theo học Vịnh Xuân quyền và trở thành một người hâm mộ diễn viên Lý Tiểu Long. Cho đến tận ngày nay, ông vẫn giữ niềm đam mê này và những bộ phim của Châu Tinh Trì thường có những cảnh gợi nhớ đến những tác phẩm Lý Tiểu Long tham gia diễn xuất. Cụ thể trong bộ phim Tuyệt đỉnh Kungfu của mình, Châu Tinh Trì đã mượn chiếc quần của Lý Tiểu Long từ người con gái của họ Lý. Nhiều động tác võ thuật và phong cách trình diễn được Châu Tinh Trì thể hiện lấy cảm hứng từ Lý Tiểu Long.
Châu Tinh Trì tốt nghiệp lớp diễn viên của hãng TVB năm 1982 và bắt đầu tham gia vào công nghiệp giải trí với vai trò người dẫn chương trình cho tiết mục thiếu nhi 430 Shuttle của đài TVB. Trong hơn 5 năm, anh cũng tham gia vào một số phim truyền hình của TVB nhưng không có vai diễn nào nổi bật, và anh vẫn chỉ là một diễn viên ít được chú ý.
Bước ngoặt trong sự nghiệp diễn xuất của Châu Tinh Trì đến khi ông tham gia bộ phim Final Justice - Phích lịch tiên phong (1988). Trong bộ phim này, Châu Tinh Trì đóng vai Boy, một tên trộm xe và thần tượng một thẩm phán biến chất vừa ra tù. Đây là lần đầu tiên Châu Tinh Trì tham gia đóng phim với nhiều đất diễn sau nhiều năm chỉ làm MC và đóng vai xác chết, nhưng ông đoạt luôn giải Kim Mã cho vai phụ xuất sắc nhất đồng thời được đề cử cho 2 giải "Diễn viên phụ xuất sắc nhất Hồng Kông" và "Gương mặt mới xuất sắc nhất Hồng Kông".
Từ năm 1994, Châu đã bắt đầu tự viết kịch bản và đạo diễn cho một số bộ phim. Bộ phim Đội bóng Thiếu Lâm đã phá vỡ kỷ lục doanh thu tại Hồng Kông năm 2001, kỷ lục này lại tiếp tục bị vượt qua bởi bộ phim tiếp theo của Châu là Tuyệt đỉnh Kungfu năm 2004.
Tháng 7 năm 2006, Châu bắt đầu làm bộ phim mới nhất của ông là CJ7/A Hope (Trường Giang số 7) tại Ninh Ba, Chiết Giang. Có nguồn tin cho rằng đây là bộ phim điện ảnh Trung Quốc có kinh phí cao nhất cho đến thời điểm đó, khoảng 100 triệu Nhân dân tệ (khoảng 13 triệu USD)..
Năm 2008, sau bộ phim CJ7, Châu tạm ngừng sự nghiệp diễn xuất để chuyên tâm vào sự nghiệp đạo diễn (nguyên nhân chính được cho là bởi ông thường thu hút sự chú ý của khán giả quá mức dù cho ông đã chủ đích chỉ đóng vai phụ).
Năm 2016, Châu Tinh Trì ra mắt công chúng bộ phim Mỹ nhân ngư với vai trò đạo diễn kiêm sản xuất và biên kịch. Bộ phim đạt được thành công lớn về mặt doanh thu (hơn 500 triệu USD) cũng như được phần lớn nhà phê bình nghệ thuật khen ngợi.

## Giải thưởng và đánh giá
Giai đoạn 1985-2005, Châu Tinh Trì được coi là Vua phim hài Hồng Kông, các vai diễn của ông càng về sau càng được đánh giá cao và các bộ phim của Châu không chỉ thành công về mặt thương mại mà cũng dần được đánh giá cao về mặt nghệ thuật. Thống kê cho thấy trong vòng 20 năm từ 1985 đến 2005, những bộ phim do Châu đóng vai chính đã đạt doanh thu 1,3 tỷ HKD (gần 200 triệu USD), xếp thứ hai trong số các diễn viên Hồng Kông chỉ sau Lưu Đức Hoa (1,7 tỷ) và trên cả Thành Long cùng các ngôi sao khác.
Châu Tinh Trì cũng đã giành nhiều giải thưởng điện ảnh ở cả vai trò đạo diễn và diễn viên:
Giải thưởng Điện ảnh Hồng Kông (HKFA)
- Phim hay nhất cho phim Tuyệt đỉnh Kungfu
- Đạo diễn xuất sắc nhất cho phim Đội bóng Thiếu Lâm
- Diễn viên nam chính xuất sắc nhất cho vai A Tinh trong Đội bóng Thiếu Lâm

Giải thưởng điện ảnh của Hội phê bình điện ảnh Hồng Kông
- Đạo diễn xuất sắc nhất cho phim Đội bóng Thiếu Lâm
- Phim hay nhất cho phim Đội bóng Thiếu Lâm
- Diễn viên nam chính xuất sắc nhất cho vai Tôn Ngộ Không trong Tân Tây Du Ký

Giải thưởng điện ảnh Kim Mã (Đài Loan)
- Đạo diễn xuất sắc nhất cho phim Tuyệt đỉnh Kungfu
- Phim hay nhất cho phim Tuyệt đỉnh Kungfu

Tại lễ bầu chọn 100 phim xuất sắc nhất của điện ảnh Hoa ngữ trong 100 năm tổ chức ngày 27 tháng 3 năm 2005, Châu Tinh Trì có hai bộ phim mà ông vừa đạo diễn vừa là diễn viên chính được lọt vào danh sách, đó là bộ phim Tân Tây Du Ký xếp thứ 19 và bộ phim Đội bóng Thiếu Lâm xếp thứ 76.
Năm 2003, Châu Tinh Trì đã được tạp chí Time bình chọn là một trong những Anh hùng châu Á của năm.

## Các phim lẻ
| Năm  | Tên phim gốc và tiếng Anh                                                                                        | Tên phim tiếng Việt (Phiên âm Hán Việt của tên gốc được in nghiêng và để đầu tiên, sau đó các tên được xếp theo độ phổ biến) | Ghi chú |
| ---- | --- | --- | --- |
| 1983 | 臨歧：零用錢 Crossroads - Pocket Money                                                                           | Lâm kì: Linh dụng tiền | "Lâm kì" thực chất là loạt phim nhiều tập, mỗi tập có nội dung không liên quan nhau.                                                                                                  |
| 1983 | 香港香港：小鴨高飛 Hong Kong Hong Kong: Flying Duck [Không chính thức]                                           | Hương Cảng Hương Cảng: Tiểu áp cao phi | "Hương Cảng Hương Cảng" thực chất là loạt phim nhiều tập, mỗi tập có nội dung không liên quan nhau. "Tiểu áp cao phi" là tập 59.                                                      |
| 1986 | 英雄本色 A Better Tomorrow                                                                                       | Anh hùng bản sắc Bản sắc anh hùng | Vai một trong ba gã người Đài Loan |
| 1986 | 哥哥的女友 Happy Encounter                                                                                       | Ca ca đích nữ hữu | Ngày phát hành: 16/11/1986 (Theo HKFact) Chỉ phát hành cho TV. |
| 1988 | 夢邊緣 On the brink [Không chính thức]                                                                           | Mộng biên duyên | Chỉ phát hành cho TV. |
| 1988 | 捕風漢子 He Who Chases After the Wind                                                                            | Bộ phong hán tử Anh hùng nhiệt lệ | |
| 1988 | 霹靂先鋒 Final Justice                                                                                           | Phích lịch tiên phong Phán xét cuối cùng | - Giải Kim Mã cho Nam diễn viên phụ xuất sắc nhất |
| 1988 | 最佳女婿 Faithfully Yours                                                                                        | Tối giai nữ tế Tình anh thợ cạo Cả nhà cùng vui | |
| 1988 | 刑警本色 The Last Conflict                                                                                       | Hình cảnh bản sắc | Ngày phát hành: 13/08/1989 (theo HKFact) sớm hơn "Faitfully Yours" nhưng IMDB lại xếp sau.                                                                                            |
| 1989 | 陰陽界 Back to the Beyond                                                                                        | Âm dương giới | Phim sản xuất năm 1987 nhưng đến 03/09/1989 mới phát hành (HKFact), nên tìm kiếm theo năm 1987 có thể sẽ ra kết quả chính xác hơn. Chỉ phát hành cho TV.                              |
| 1989 | 龍在天涯 Dragon Fight Dragon Kickboxer                                                                           | Long tại thiên nhai Quyết chiến giang hồ Rồng quyết đấu | |
| 1989 | 義膽群英 Just Heroes Tragic Heroes                                                                               | Nghĩa đảm quần anh | |
| 1989 | 流氓差婆 Thunder Cops II                                                                                         | Lưu Manh Sái Bà Thư Hùng Song Lạt Lai Tự Giang Hồ | |
| 1990 | 賭聖 All for the Winner                                                                                          | Đổ thánh Thánh bài I | |
| 1990 | 望夫成龍 Love Is Love                                                                                            | Vọng phu thành long Tình yêu và cuộc đời | |
| 1990 | 龍鳳茶樓 Lung Fung Restaurant                                                                                    | Long Phụng trà lâu | Có đoạn nhắc đến câu nói nổi tiếng trong phim trước đây của Châu Tinh Trì: "Có gì từ từ ngồi xuống uống miếng nước ăn miếng bánh"                                                     |
| 1990 | 流氓差婆 The Unmatchable Match                                                                                   | Phong vũ đồng lộ Giang hồ máu lệ Không khuất phục | |
| 1990 | 咖喱辣椒 Curry and Pepper                                                                                        | Già li lạt tiêu Vỏ Quýt Dày Móng Tay Nhọn FBI Hồng Kông Kì phùng địch thủ Cà ri Hồ tiêu | |
| 1990 | 小偷阿星 Sleazy Dizzy                                                                                            | Tiểu thâu A Tinh Người mơ mộng | Nhân vật nữ sát thủ là người Việt Nam, phân đoạn cuối nhân vật này có mặc áo dài. |
| 1990 | 風雨同路 Look Out, Officer!                                                                                      | Sư huynh chàng quỷ Sư huynh trúng tà Cảnh sát hoàng gia | Đoạn mật hiệu trong nhà chứa là "Bắt đầu từ đây" là câu tiếng Việt duy nhất mà Châu Tinh Trì nói trong các bộ phim của ông. Phần trả lời của các cô gái cũng hoàn toàn là tiếng Việt. |
| 1990 | 望夫成龍 When Fortune Smiles                                                                                     | Vô địch hạnh vận tinh Ngôi sao may rủi Người may mắn | |
| 1990 | 江湖最後一個大佬 Triad Story                                                                                     | Giang Hồ Tối Hậu Nhất Cá Đại Lão Tịch Dương Võ Thập | |
| 1990 | 賭俠 God of Gamblers II                                                                                          | Đổ hiệp Thánh bài II | |
| 1990 | 一本漫畫闖天涯 My Hero                                                                                           | Nhất bổn mạn họa sấm thiên nhai Vượt Thiên Nhai Anh hùng của tôi Làm nên lịch sử | |
| 1991 | 整蠱專家 Tricky Brains                                                                                           | Chỉnh cổ chuyên gia Chuyên gia xảo quyệt Chỉnh nhân chuyên gia | |
| 1991 | 賭霸 The Top Bet                                                                                                 | Đổ bá Nữ cờ bạc bịp Đại bịp tranh bá | Vai cameo |
| 1991 | 龍的傳人 Legend of the Dragon                                                                                    | Long Đích Truyền Nhân Vua Bi-da | |
| 1991 | 新精武門1991 Fist of Fury 1991                                                                                   | Tân Tinh Võ Môn I | |
| 1991 | 非洲和尚 Crazy Safari The Gods Must Be Crazy III                                                                 | Phi Châu hòa thượng Thượng đế cũng phải cười III | Chỉ lồng tiếng |
| 1991 | 逃學威龍 Fight Back to School                                                                                    | Đào học Uy Long Trường học Uy Long I | |
| 1991 | 情聖 The Magnificent Scoundrels                                                                                  | Tình thánh | |
| 1991 | 賭俠2之上海灘賭聖 God of Gamblers III: Back to Shanghai                                                          | Đổ hiệp II: Chi Thượng Hải than Đổ thánh Thánh bài III Chúa bịp Thượng Hải | |
| 1991 | 豪門夜宴 The Banquet Party of a Wealthy Family                                                                   | Hào môn dạ yến | Vai cameo |
| 1992 | 漫畫威龍 Fist of Fury 1991 II                                                                                    | Mạn họa Uy Long Tân Tinh Võ Môn II | |
| 1992 | 家有囍事 All's Well, Ends Well                                                                                   | Gia hữu hỉ sự Chuyện hỉ trong nhà Nhà có chuyện vui Hoa điền hỉ sự | |
| 1992 | 逃學威龍2 Fight Back to School II                                                                                | Đào học Uy Long II Trường học Uy Long II | |
| 1992 | 審死官 Justice, My Foot!                                                                                         | Thẩm tử quan Xẩm xử quan Thiên vương trạng sư | Liên hoan phim Châu Á Thái Bình Dương cho Nam diễn viên xuất sắc nhất |
| 1992 | 新鹿鼎記 Royal Tramp                                                                                             | Tân Lộc Đỉnh ký I | |
| 1992 | 鹿鼎記2神龍教 Royal Tramp II                                                                                     | Tân Lộc Đỉnh ký II: Thần Long giáo | |
| 1992 | 武狀元蘇乞兒 King of Beggars                                                                                     | Võ trạng nguyên Tô Khất Nhi Vua ăn mày | |
| 1992 | 群星会 The Thief of Time                                                                                         | Quần tinh hội Chòm sao chiếu tử Kẻ cướp vượt thời gian | Vai cameo (15 phút) |
| 1993 | 逃學威龍3之龍過雞年 Fight Back to School III                                                                     | Đào học Uy Long III: Chi Long quá Kê niên Trường học Uy Long III Đệ thất cảm trảo tài thần | |
| 1993 | 唐伯虎點秋香 Flirting Scholar                                                                                    | Đường Bá Hổ điểm Thu Hương Đường Bá Hổ, Dương Thu Hương Trạng nguyên Tống Bạch Phủ Học giả cua gái (Lưu ý: "điểm" là từ Hán Việt, nghĩa là "chọn", "để ý", không phải là họ của Thu Hương như mọi người thường lầm từ trước đến nay) | |
| 1993 | 濟公 The Mad Monk                                                                                                | Tế Công | |
| 1994 | 破壞之王 Love on Delivery King of Destruction                                                                    | Phá hoại chi vương Vua phá hoại | Kiêm đạo diễn |
| 1994 | 九品芝麻官之白面包青天 Hail the Judge                                                                            | Cửu phẩm chi ma quan chi Bạch diện Bao Thanh Thiên Quan xẩm lốc cốc Đại quan Bao Long Tinh | Có 2 bản dựng phim khác nhau tại đoạn Châu Tinh Trì tấu lên vua tại vườn thượng uyển: - Bản 1: các cận thần đều quỳ gối - Bản 2: các cận thần đều đứng                                |
| 1994 | 國產淩淩漆 From Beijing with Love                                                                                | Quốc sản Lăng Lăng Tất Quốc sản 007 Đại Chiến Kim Thương Khách | Kiêm biên kịch và đạo diễn |
| 1995 | 西遊記第壹佰零壹回之月光寶盒 A Chinese Odyssey Part One - Pandora's Box                                          | Tây Du ký Đệ nhất bách linh nhất hồi chi Nguyệt quang bảo hạp Tân Tây Du ký I - Nguyệt quang bảo hạp (hợp) Đại thoại Tây Du I - Nguyệt quang bảo hạp (hợp) Tề Thiên Đại Thánh Đông Du ký                                             | |
| 1995 | 西遊記大結局之仙履奇緣 A Chinese Odyssey Part Two - Cinderella                                                   | Tây Du ký Đại kết cục chi Tiên lý kỳ duyên Tân Tây Du ký II - (Thiên) Tiên lý kỳ duyên Đại thoại Tây Du II - (Thiên) Tiên lý kỳ duyên Tề Thiên Đại Thánh Tây Du ký                                                                   | Kiêm đạo diễn |
| 1995 | 回魂夜 Out of the Dark                                                                                           | Hồi hồn dạ Chuyên gia bắt ma Chỉnh quỷ chuyên gia | |
| 1995 | 百變星君 Sixty Million Dollar Man                                                                                | Bách biến tinh quân Bách biến kim cương Siêu nhân biến hình | |
| 1996 | 大內密探零零發 Forbidden City Cop                                                                                | Đại nội mật thám Linh Linh Phát Đại nội mật thám (008) Lộc Đỉnh đại đế Đao kiếm hung thần | Kiêm biên kịch và đạo diễn |
| 1996 | 食神 God of Cookery                                                                                              | Thực thần Thần ăn Vua đầu bếp | Kiêm biên kịch, đạo diễn và nhà sản xuất |
| 1997 | 97家有囍事 All's Well, Ends Well 1997                                                                            | Gia hữu hỉ sự 97 Chuyện hỉ trong nhà 2 Nhà có chuyện vui 2 Hoa điền hỉ sự 2 | |
| 1997 | 算死草 Lawyer Lawyer                                                                                             | Toán tử thảo Trạng sư xảo quyệt (Trần Mộng Cách) Chỉnh nhân trạng nguyên | |
| 1998 | 行運一條龍 The Lucky Guy                                                                                         | Hạnh vận nhất điều long Hoàng tử bánh trứng Hoàng tử bảnh bao Người may mắn | |
| 1999 | 玻璃樽 Gorgeous                                                                                                  | Pha Lê tôn Bản Lĩnh Đàn Ông | Vai cameo (Viên cảnh sát tuần tra dắt theo chó nghiệp vụ) |
| 1999 | 喜劇之王 King of Comedy                                                                                          | Hỉ kịch chi vương Vua hài kịch | Kiêm biên kịch và đạo diễn |
| 1999 | 千王之王2000 The Tricky Master                                                                                   | Thiên vương chi vương 2000 Vua bịp 2000 Bịp vương 2000 | |
| 2001 | 少林足球 Shaolin Soccer                                                                                          | Thiếu Lâm túc cầu Đội bóng Thiếu Lâm | Kiêm biên kịch và đạo diễn |
| 2004 | 功夫 Kung Fu Hustle                                                                                              | Công phu Tuyệt đỉnh Kungfu | Kiêm biên kịch, đạo diễn và nhà sản xuất |
| 2008 | 長江七號 CJ7 | Trường giang thất hào Siêu khuyển thần thông | Kiêm biên kịch, đạo diễn và nhà sản xuất |
| 2008 | 少林少女 [Nhật sản xuất, tên gốc cũng dùng Hán tự] Shaolin Shoujo [Viết theo hệ thống ký âm romaji] Shaolin Girl | Thiếu Lâm thiếu nữ | Chỉ là nhà sản xuất |
| 2009 | 七龙珠：全新进化 Dragonball Evolution [Tên gốc - Mỹ sản xuất]                                                    | Thất long châu: Toàn tân tiến hóa 7 viên ngọc rồng: Tiến hóa 7 viên ngọc rồng (live action) | Chỉ là nhà sản xuất trên danh nghĩa, các đề xuất điều chỉnh quan trọng cho bộ phim đều bị gạt bỏ                                                                                      |
| 2009 | 跳出去 Jump | Khiêu xuất khứ | Chỉ là nhà sản xuất |
| 2010 | 长江7号爱地球 CJ7: The Cartoon                                                                                   | Trường giang thất hào ái địa cầu Siêu khuyển thần thông (hoạt hình) | Chỉ lồng tiếng và nhà sản xuất |
| 2013 | 西游·降魔篇 Journey to the West: Conquering the Demons                                                           | Tây Du - Hàng Ma Thiên Tây Du Ký: Mối tình ngoại truyện | Chỉ làm biên kịch, đạo diễn và nhà sản xuất |
| 2016 | 美人鱼 The Mermaid 2016                                                                                          | Mỹ nhân ngư | Chỉ làm đạo diễn, nhà sản xuất, biên kịch, nhạc sĩ; Giải thưởng Nhà phê bình phim Hồng Kông cho Đạo diễn xuất sắc nhất                                                                |
| 2017 | 西遊·伏妖篇 Journey to the West: The Demons Strike Back                                                          | Tây Du - Phục Yêu Thiên Tây Du Ký: Mối tình ngoại truyện 2 | Vai cameo, kiêm biên kịch và sản xuất |
| 2019 | 新喜剧之王 The New King of Comedy                                                                                | Tân hỉ kịch chi vương Tân Vua Hài kịch | Chỉ làm Đạo diễn |

## Các phim truyền hình
| Năm  | Tên phim gốc và tiếng Anh                                                                | Tên phim tiếng Việt (Phiên âm Hán Việt của tên gốc được in nghiêng và để đầu tiên, sau đó các tên được xếp theo độ phổ biến) | Ghi chú |
| ---- | ---------------------------------------------------------------------------------------- | --- | --- |
| 1981 | 女媧行動 Operation Nuwa Newark File                                                      | Nữ oa hành động | Ngày chiếu đầu: 27/04/1981 10 tập |
| 1981 | IQ成熟時 IQ 100                                                                          | IQ thành thục thời | Ngày chiếu đầu: 08/06/1981 20 tập |
| 1981 | 武俠帝女花 Princess Cheung Ping                                                          | Võ hiệp đế nữ hoa | Ngày chiếu đầu: 29/06/1981 50 tập |
| 1982 | 香港八二                                                                                 | Hương Cảng bát nhị | Đây là loạt phim gồm 6 mùa từ 1981-1986 (bát nhất - bát lục). Châu Tinh Trì tham gia mùa 2 năm 1982 (bát nhị). |
| 1982 | 活力十一                                                                                 | Hoạt lực thập nhất | 13 tập |
| 1982 | 天龍八部系列 The Demi-Gods & Semi-Devils Series                                          | Thiên Long Bát Bộ Hệ Liệt Thiên Long Bát Bộ                                                                                  | Ngày chiếu đầu: 22/03/1982 50 Tập Phần 1 (30 tập): Lục mạch thần kiếm (六脈神劍) Phần 2 (20 tập): Hư Trúc truyền kì (虛竹傳奇) |
| 1982 | 花艇小英雄 The Restless Trios                                                            | Hoa đĩnh tiểu anh hùng | Ngày chiếu đầu: 03/08/1982 13 tập |
| 1982 | 蘇乞兒 The Legend of Master So                                                           | Tô Khất Nhi Tửu quyền Tô Khất Nhi                                                                                            | Ngày chiếu đầu: 27/09/1982 11 Tập |
| 1982 | 香城浪子 Soldier of Fortune                                                              | Hương thành lãng tử Số Mạng Kẻ Lãng Tử                                                                                       | Ngày chiếu đầu: 27/09/1982 30 Tập |
| 1982 | 萬水千山總是情 Love and Passion                                                          | Vạn thủy thiên sơn tổng thị tình                                                                                             | Ngày chiếu đầu: 22/11/1982 30 tập |
| 1982 | 獵鷹 The Emissary                                                                        | Liệp ưng | Ngày chiếu đầu: 27/12/1982 20 tập |
| 1983 | 十三妹 The Legend of the Unknowns                                                        | Thập tam muội | Ngày chiếu đầu: 24/01/1983 20 tập |
| 1983 | 奔向太陽 My Way                                                                          | Bôn hướng thái dương | Ngày chiếu đầu: 14/02/1983 20 tập |
| 1983 | 射鵰英雄傳系列 The Legend of the Condor Heroes Series                                    | Xạ điêu anh hùng truyện hệ liệt Anh hùng xạ điêu                                                                             | Ngày chiếu đầu: 28/02/1983 59 Tập Phần 1 (19 tập): Thiết huyết đan tâm (鐵血丹心) Phần 2 (20 tập): Đông tà Tây độc (東邪西毒) Phần 3 (20 tập): Hoa sơn luận kiếm (華山論劍) |
| 1983 | 新銳劇場之捷徑 Shorcut [Không chính thức] Shortcut to the New Theater [Không chính thức] | Tân duệ kịch trường chi thiệp kính                                                                                           | Ngày chiếu đầu: 10/04/1983 [HKFact] 13 tập |
| 1983 | 再見十九歲 Beyond the Rose Garden                                                        | Tái hiện thập lực tuế | Ngày chiếu đầu: 16/05/1983 20 tập |
| 1983 | 老洞 The Old Miao Myth                                                                   | Lão động | Ngày chiếu đầu: 30/05/1983 20 tập |
| 1983 | 警花出更 Woman on the Beat                                                               | Cảnh hoa xuất canh | Ngày chiếu đầu: 13/06/1983 20 tập |
| 1983 | 北斗雙雄 Angels and Devils                                                               | Bắc Đẩu Song Hùng | Ngày chiếu đầu: 08/08/1983 20 Tập |
| 1984 | 黑白殭屍 Black and White zombie                                                          | Hắc Bạch cương thi | Ngày chiếu đầu: 01/01/1984 (Theo HKFact) 10 tập |
| 1987 | 生命之旅 The Price Of Growing Up                                                         | Sinh mệnh chi lữ | Ngày chiếu đầu: 24/08/1987 59 tập |
| 1988 | 大都會 Behind Silk Curtains                                                              | Đại đô hội | Ngày chiếu đầu: 11/04/1988 5 tập |
| 1988 | 無冕急先鋒 File Noir                                                                     | Vô miện cấp tiến phong | Ngày chiếu đầu: 01/05/1988 20 tập |
| 1988 | 鬥氣一族 My father's son                                                                 | Đấu khí nhất tộc | Ngày chiếu đầu: 04/07/1988 20 tập |
| 1988 | 阿德也瘋狂 The Tribulation of Life                                                       | Ác đức dã phong cuồng | Ngày chiếu đầu: 31/10/1988 20 tập |
| 1989 | 蓋世豪俠 Final Combat                                                                    | Cái thế hào hiệp Anh hùng cái thế                                                                                            | Ngày chiếu đầu: 03/04/1989 30 tập Vai chính đầu tiên trong phim truyền hình. Thể hiện phong cách riêng với câu thoại "Ngồi xuống, uống miếng trà, ăn miếng bánh" khiến câu này trở thành câu nói cửa miệng vui vẻ quen thuộc thời bấy giờ. (Lưu ý: Câu "Ngồi xuống, uống miếng trà, ăn miếng bánh" và các biến thể thực ra đã khá phổ biến trên thế giới từ xưa đến nay. Ở Việt Nam, trong bộ truyện Kính vạn hoa của tác giả Nguyễn Nhật Ánh, nhân vật Tiểu Long thường nói "Có gì thì ngồi xuống uống miếng nước ăn miếng bánh") |
| 1989 | 他來自江湖 The Justice Of Life                                                           | Tha lai tự giang hồ Cuộc sống công bằng Bước chân giang hồ                                                                   | Ngày chiếu đầu: 13/11/1989 30 tập |
| 1990 | 孖仔孖心肝 It Runs in the Family                                                         | Tư tử tư tâm can | Ngày chiếu đầu: 09/07/1990 15 tập |

## Các phim có thông tin chưa rõ ràng hoặc mâu thuẫn
| Năm  | Tên phim gốc và tiếng Anh                                 | Tên phim tiếng Việt (Phiên âm Hán Việt của tên gốc được in nghiêng và để đầu tiên, sau đó các tên được xếp theo độ phổ biến) | Ghi chú |
| ---- | --------------------------------------------------------- | --- | --- |
| 1993 | 一本漫畫闖天涯Ⅱ摩登笑將 My Hero II                        | Nhất bổn mạn họa sấm thiên nhai 2 - Ma đăng tiếu thương                                                                      | IMDB để trong phân mục "Archive footage" nhưng wiki tiếng Trung không nhắc đến                                                            |
| 2001 | 茅趸王 반칙왕 [Tên gốc - Hàn Quốc sản xuất] The Foul King | Mao độn vương | Wiki tiếng Trung ghi là có tham gia lồng tiếng, nhưng IMDB hoàn toàn không nhắc đến, tìm kiếm trên Google cũng không cho kết quả rõ ràng. |
| 2009 | 建国大业 The Founding of a Republic                       | Kiến quốc đại nghiệp | IMDB không ghi vai diễn là gì, wiki tiếng Trung hoàn toàn không nhắc đến, tìm kiếm trên Google cũng không cho kết quả rõ ràng.            |
| 2015 | 长江7号：超萌特攻队 CJ7: Super Q Team                     | Trường giang thất hào: Siêu manh đặc công đội                                                                                | IMDB và wiki tiếng Trung đều không nhắc đến, Douban lại liệt kê là nhà sản xuất                                                           |

## Ảnh hưởng
Châu Tinh Trì thường chọn những nữ diễn viên trẻ tuổi và chưa thành danh để diễn xuất cùng ông, đặc biệt là những vai tình cảm, và hầu như những diễn viên này đều trở nên thành công cho dù là ở lĩnh vực phim ảnh hay âm nhạc. Những nữ diễn viên đó được gọi chung là "Tinh nữ lang", bao gồm Mạc Văn Úy, Trương Mẫn, Chu Ân, Lý Gia Hân, Chung Lệ Đề, Lương Vịnh Kỳ, Trương Bá Chi, Huỳnh Thánh Y.

## Thông tin thêm
- Chính Châu Tinh Trì là người bạn đã khuyên Lương Triều Vĩ tham gia vào ngành công nghiệp giải trí, để rồi sau đó Lương Triều Vĩ thậm chí còn trở nên nổi tiếng trước cả Châu Tinh Trì.
- Các phim của Châu thường có một vai diễn nhỏ là một người đàn ông xấu xí giả gái vừa chạy vừa ngoáy mũi, vai diễn này luôn do một người bạn của Châu tên là Lý Kiện Nhân (Lee Kin Yan) thủ vai.
- Châu Tinh Trì từng được nhắc đến trong bài hát "My Ego" của nhóm rock Regurgitator.
- Trái ngược với những vai diễn hài hước và thường hay khoác lác trên phim, Châu Tinh Trì ở ngoài đời có cuộc sống rất kín đáo và luôn cư xử rất nghiêm túc.
- Châu Tinh Trì rất hâm mộ bộ truyện tranh Nhật Bản Bảy viên ngọc rồng. Do đó, anh không ngần ngại tham gia sản xuất phim Dragonball Evolution của điện ảnh Hoa Kỳ.
- Thần tượng của Châu Tinh Trì là nam diễn viên điện ảnh Lý Tiểu Long, rất nhiều phim của ông mang phong thái Lý Tiểu Long.
- Năm 2017, tài sản của Châu Tinh Trì đã tầm trên dưới 200 triệu USD, nhưng phần lớn số tiền này ông kiếm được thông qua kinh doanh địa ốc chứ không phải từ đóng phim.
- Năm 1989 Châu Tinh Trì thành lập công ty Tinh Vỹ có mẹ và em gái góp vốn. Tới năm 1993 Châu kêu gọi thêm cổ đông khác thành lập công ty Thái Tinh HK.[9]
- Khi sản xuất bộ phim Tây Du Ký: Mối tình ngoại truyện, Châu được biết tới ở một vai trò nữa là Giám đốc điều hành của Tập đoàn Bingo (đơn vị đầu tư chính của dự án phim). Bộ phim đạt được thành công doanh thu và có xảy ra tranh chấp về ăn chia lợi nhuận giữa Tập đoàn Bingo và đơn vị khác phụ trách phát hành phim là Hoa Nghị, tuy nhiên cũng có ý kiến cho rằng đây chỉ là chiêu trò tạo truyền thông để gây chú ý tích cực cho phim.[10]
- Lưu ý những phim sau đây là của thập niên 80 khi Châu Tinh Trì mới bước vào nghề:
  - Số mạng kẻ lãng tử (1982)
  - Tô Khất Nhi (1982)
  - Thiên long bát bộ (1982)
  - Bắc đẩu song hùng (1983)
  - Anh hùng xạ điêu (1983)
  - Cái thế hào hiệp (1989)

Đây là những bộ phim truyền hình đài TVB